# Nothylemera vinolibata
Nothylemera vinolibata is een vlinder uit de familie spanners (Geometridae). De wetenschappelijke naam van deze soort is voor het eerst geldig gepubliceerd in 1932 door de Engelse entomoloog Louis Beethoven Prout. Prout beschreef tegelijk het nieuwe geslacht Nothylemera.
De soort komt voor in tropisch Afrika. Het type-exemplaar was afkomstig uit Katanga.